# まんだら屋の良太
『まんだら屋の良太』（まんだらやのりょうた）は、畑中純による日本の漫画作品及びそれを原作としたテレビドラマ、映画、OVA。

## 概要
九州にある架空の温泉郷「九鬼谷」と北九州市小倉を舞台にした連作艶笑譚漫画。その舞台設定から、作中の会話はほぼ小倉弁で描かれるのが特徴。
基本的に一話完結の読み切り形式で、『漫画サンデー』（実業之日本社）にて1979年から1989年まで10年間に渡って長期連載された。単行本は全53巻、文庫版は全8巻。1986年には（NHK）で実写ドラマ化、また同年ニューセレクト配給で映画化、さらに1989年にはOVA化もされた。2006年、フランスで『RYOUTA  DU  MANDALA』として翻訳刊行された。日本漫画家協会賞受賞。
なお、1996年からは、『月刊コミックビンゴ』（文藝春秋）にて本作の続編『良太』が連載された。こちらの単行本は全2巻。また、2002年からは、『娯楽王』（ぶんか社）にて本作のスピンオフ作品『月子まんだら』が連載された。

## 主な登場人物
大山良太
主人公。温泉宿「まんだら屋」の息子。小倉城南高校三年生。いがぐり頭と膨らんだほっぺたがトレードマーク。性に大らかな九鬼谷の住人の中でも飛びぬけた助平で知られている。卑猥な言動が多く下品な印象を持たれがちだが、有事の際は体を張った行動に出るなど、根本の部分は男気に溢れた健康男児。意外にも文学的な思想も持ち合わせており、切れのある皮肉や即興かつユーモラスな猥歌が得意。また、歯に衣着せぬ発言は時に鋭く物事の枢要を突く。
幼馴染の月子に惚れており、普段の節操のない態度とは裏腹に、純粋な恋愛感情を仄めかすことも多い。
秋川月子
温泉旅館夕月荘の娘で良太の幼なじみ。小倉城南高校三年生。九鬼谷では珍しく性に対して非常に潔癖で、なにかと卑猥な言葉をかけてくる良太にしょっちゅうビンタを食らわせている。常々、口を開けば猥談ばかりしている良太を軽蔑するそぶりを見せているが、心の底では良太のことを憎からず想っている。
大山ヨネ
良太の母。まんだら屋の女将。良太の父は既に死去している。
喜多本久美子
温泉まんじゅう屋喜多本の娘で月子の親友。月子と違って、性に対してあけっぴろげであり、かなり尻軽な性格。
石田鉄男
小倉石田酒店の息子。良太の親友で愛称は“テツ”。久美子とは恋人同士。
お役者晴司
露天商「天狗一家」の親分。好色家だが締める所は締める仁義の持ち主で、部下からの信頼は厚い。刀の扱いに長けた武闘派であるが、自分の血を見ると気絶してしまう。

## テレビドラマ
1986年2月3日から2月21日まで、NHK総合テレビ「銀河テレビ小説」で放送。全15回。NHK大阪が制作した。
オープニングでは主人公がブレイクダンスを披露している。
放送ライブラリーでは第1回が公開。

### キャスト
- 大山良太：杉本哲太
- 秋川月子：石野陽子
- 百合奴（芸者）：中原理恵
- 貫吉（元炭鉱夫）：由利徹
- 久子（寛吉の娘、まんだら屋の仲居）：遠藤響子
- 一人（久子の長男）：小谷豪純
- お役者清司：蟹江敬三
- 大山ヨネ：吉行和子
- 春さん（こけし屋の主人）：北見唯一
- 仙蔵：石浜祐次郎
- フミ：路井恵美子
- タケ：海原小浜
- 米松：日高久
- 一作（まんだら屋の番頭）：河合絃司
- 人魚姫（喫茶店）のマスター：平和ラッパ
- 人魚姫のママ：清水さゆり
- 逆さラッキョ（数学教師）：竹中直人
- 逆さラッキョの娘：宿利原るみ子
- 中山大二郎：小沢栄太郎
- 直美（良太の級友、退学し芸者になる）：会沢朋子
- ゲン（良太の級友）：筒井巧
- ゲンの父（煎餅屋）：森下鉄朗
- 光（良太の級友）：桂坊枝
- 喜多本久美子：三田篤子
- 白川ルミ（小倉城南高校3年生、逆さラッキョの浮気相手）：吉田康子
- 直美の叔父：梶本潔
- 直美の叔母：藤山喜子
- 笹山：笹吾郎
- ネズミ（根津実、良太の級友）：原谷誠
- 部下：北村光生、辻本昌春
- 福助（芸者）：あき竹城
- 哲ちゃん（おでん屋の主人）：牧冬吉
- 吾一：須永克彦
- 政：池田律正
- 乾分：山内健太郎
- 教師：房本佳長
- 大杉山：永野辰弥
- 幸子：勢力優美
- 孫娘：畑佳恵
- 雅代：山口朱美
- チンピラ：土居健守、岡本大輔、松田吉博
- 建設会社社員：織部一作
- 老人：中田光彦、松田春子、荒本雍子、高丸鈴子、加藤千幸
- スナックのママたち：後藤さとみ、森篤子
- 消防団長：広岡善四郎
- 平山時次郎（まんだら屋の元板前）：ジョニー大倉

### スタッフ
- 脚本：筒井ともみ[3]
- 音楽：渡辺俊幸
- 演奏：新室内楽協会
- ブレイクダンス振付：三浦亨
- 方言指導：織部一作
- 三味線太鼓：中村美津夫
- 踊り振付：飛鳥峯王
- ブレイクダンス：Dトループ
- 殺陣：美山晋八
- 制作：高橋康夫[3]
- 音楽：佐藤俊幸[3]
- 音楽：畑中純[3]
- 美術：川上潔[3]
- 技術：宮武良和[3]
- 撮影：三上謙二[3]
- 音声：川田修[3]
- 照明：池辺隆夫[3]
- 効果：片岡健[3]
- 演出：佐藤幹夫[3]

| NHK総合 銀河テレビ小説 | NHK総合 銀河テレビ小説 | NHK総合 銀河テレビ小説 |
| 前番組                 | 番組名                 | 次番組                 |
| ---------------------- | ---------------------- | ---------------------- |
| 家族は何をする人ぞ     | まんだら屋の良太       | 清水みなとストーリー   |

## 映画
1986年3月15日公開。配給はニューセレクト。

### キャスト（映画）
- 大山良太：澤登伸一
- 秋川月子：林美和
- テツ：小木曽孝司
- ゲン：大久保了
- 久美子：加藤香子
- 直美：新山治子
- 彩子：神保美喜
- 倉田：本田博太郎
- 徹：柄沢次郎
- 麻衣：北原佐和子
- 春さん：常田富士男
- 福助：高瀬春奈
- 沢井先生：綾田俊樹
- 一作：奥村公延
- 芸者：天地真理
- 大山ヨネ：朝丘雪路
- 百合奴：山口いづみ
- お役者晴司：中条きよし

### スタッフ（映画）
- 監督：石山昭信
- 脚本：高橋正康
- 製作：中村賢一、若松正雄
- プロデューサー：莟宣次
- 音楽：崎谷健次郎

## OVA
『九鬼谷温泉艶笑騒動譚 まんだら屋の良太』と題して、1989年9月25日にOVAがリリースされた。
翌年の1990年には2作目として『まんだら屋の良太 九鬼谷夏物語』（制作：ムーク）の発売を予定していたがこちらは諸般の事情により未発売となった。なお、作品自体は完成しておりYouTubeに動画がアップロードされている。

### キャスト（OVA）
- 良太：玄田哲章
- 月子：玉川紗己子
- ヨネ：京田尚子
- タケシ：広瀬正志
- 染子：小宮和枝
- 清次：納谷六朗

### スタッフ（OVA）
- 原作：畑中純（漫画サンデー連載）
- 監督：青木雄三
- 監督協力：御厨恭輔
- 脚本：砂本ハカル
- キャラクターデザイン・作画監督：小田仁
- 作画：柳野龍男、増井壮一、三島美代子/I.T.T.ANIMATION
- 美術監督：石垣努
- 背景：I.T.T.ANIMATION
- トレス&ペイント：トイハウス、I.T.T.ANIMATION
- 録音演出：山田悦司
- 音響効果：横山正和
- 選曲：金丸孝彦
- 整音：星野敏昭、平野延平
- 録音制作：水野事務所
- 編集：井上編集室
- 現像所：IMAGICA
- エグゼクティブプロデューサー：三木孝祐
- プロデューサー：山崎敬之（砂工房）、高橋夏（タカハシ スタジオ）
- 協力：バンダイ
- 制作協力：タカハシスタジオ
- 制作・販売：砂工房